# Impasse Gomboust
L'impasse Gomboust est une voie du 1er arrondissement de Paris, en France.

## Situation et accès
Elle débute début au no 31, place du Marché-Saint-Honoré et se termine en impasse.

## Origine du nom
Elle porte le nom Jacques Gomboust, ingénieur du roi, auteur d'un plan de Paris publié en 1652, voisinage de l'hôtel du Saint-Esprit où ce plan a été gravé.

## Historique
Cette impasse a le même historique que celui de la rue Gomboust. Cette voie porte initialement le nom de « cul-de-sac Péronelle », du nom d'un lieu-dit sur lequel elle est ouverte. Elle prend, à partir de 1653, le nom de « cul-de-sac de la Corderie-Saint-Honoré ». 
Un arrêt du Conseil du 22 avril 1679 prescrivit l'élargissement de la partie comprise entre la rue Neuve-Saint-Roch et celle de la Sourdière.
Par suite de l'établissement du marché des Jacobins et de la place qui l'entoure, une partie devint une rue et prit alors le nom de « rue de la Corderie-Saint-Honoré » pour devenir, en 1864, la « rue Gomboust » ; l'autre partie resta à l'état d'impasse.
Selon la Commission du Vieux Paris, l’impasse est due à la construction de la place Vendôme.

## Pour approfondir